# Semikarakorskij rajon
Il Semikarakorskij rajon, in russo Семикаракорский район?, è un rajon dell'Oblast' di Rostov, nella Russia europea. Istituito nel 1924, il capoluogo è Semikarakorsk.